# جبونه (روستا)
 جبونه  به عربی ( الجَبونة  )، روستایی است در دهستان 

## جمعیت
جمعیت آن (۴۵ ) نفر (۴ خانوار) می‌باشد.